# ويليام بيرس
ويليام بيرس (18 مارس 1853 - 24 أغسطس 1932) (بالإنجليزية: William Pearce)‏ هو سياسي ولاعب كريكت بريطاني (وحمل سابقاً جنسية المملكة المتحدة لبريطانيا العظمى وأيرلندا).